# キャサリン・アダムズ
キャサリン・レザーマン・アダムズ（Katherine Leatherman Adams、1964年4月20日 - ）は、アメリカの弁護士、企業法務担当者で、Appleの法務・グローバルセキュリティ担当のゼネラル・カウンセル兼シニア・バイス・プレジデントを務めている。

## 初期の人生と教育
キャサリン・アダムズは、1964年4月20日にニューヨーク市で、ジョン・ハミルトン・アダムスとパトリシア・ブランドン・アダムスの娘として生まれた。

1986年にブラウン大学でフランス語とドイツ語を中心とした比較文学の学士号を取得し 1990年にはシカゴ大学法科大学院で法学博士の学位を取得し、Order of the Coifを受賞した。

## キャリア
卒業後は、米国第一巡回区控訴裁判所のスティーブン・ブライヤー裁判長（当時）の法律事務員、米国司法省環境天然資源部控訴課の裁判員 、米国最高裁判所のサンドラ・デイ・オコナー判事の法律事務員などを歴任した。
その後、シカゴに本拠を置く法律事務所Sidley Austin LLPへ加わり ニューヨーク市オフィスでアソシエイトとして10年間、その後パートナーとして勤務した。  2003年に彼女はハネウェルへ転職し  、14年間働き、上級副社長兼弁護士となって、世界100カ国以上、12万8,000人の従業員に対するグローバルな法務戦略を担当し、同社の法務全般を管理していた。
アダムズは2017年10月6日にAppleに入社し、引退した前任者ブルース・スウェルに代わって、法律およびグローバルセキュリティの顧問弁護士およびSVPを務めている。
アダムズはまた、ニューヨーク大学ロースクールで法律を、コロンビア大学ロースクールで環境法を教えていた 。

## 評価
2008年9月、アダムズと影響力のあるニュージャージー州民（2008年ノーベル経済学賞受賞者のポール・クルーグマンを含む）は、ゴールドマンサックスの元会長兼CEOで元ニュージャージー州知事のジョン・コーザインが主催した経済円卓会議に招待された。
2009年には、「ニュージャージーで最もダイナミックで著名なビジネスの女性」を表彰するNJBIZの「ビジネスにおける女性のベスト50アワードプログラム」にもノミネートされた 。
2013年、アダムズは、NJBIZによって収益が10億ドルを超える企業の「年間最優秀顧問」に選ばれた。